# 灰色战争计划

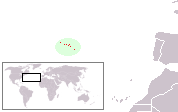
葡萄牙亚速尔群岛的地理位置

灰色战争计划是美国鉴于德国可能夺取亚速尔群岛而在1940－41年所制定的进攻亚速尔群岛之计划。而灰色战争计划也是20世纪初美国所制定的许多颜色战争计划之一。 1941年5月22日，美国总统富兰克林·D·罗斯福总统指示美国陆军和海军起草一份关于进攻与占领葡萄牙亚速尔群岛的战争计划。5月29日经联席会批准，《灰色战争计划》计划有一支28000人组成的登陆部队，其中一半来自海军陆战队队员，一半来自陆军。
虽然提出了为这次入侵做准备的动议，但最终其未进行，亚速尔群岛从未被纳粹德国入侵。这主要归功于情报部门所提供的证据，证明纳粹德国不可能入侵当时佛朗哥的西班牙以及新国家葡萄牙。随着德国将其注意力转向苏联，因此这缓解美国对亚速尔群岛可能被德国入侵之忧，最终，灰色计划被取消，美国也将其战略焦点转向别处。